# Авети (язык)
Авети (Arauine, Arauite, Aueti, Aueto, Auiti, Awetí, Awetï, Awetö) — находящийся под угрозой исчезновения индейский язык, который принадлежит к языковой семье тупи, на котором говорит народ авети, проживающий в деревнях авети и саува на реке Кулисеу (верх реки Шингу), в национальном парке Шингу штата Мату-Гросу в Бразилии. По состоянию на 2011 год, почти все носители — дети. Многие также говорят на языке камаюра, и некоторые, в основном мужчины, используют португальский язык.